# Aeroportul Słupsk-Redzikowo
Aeroportul Słupsk-Redzikowo (IATA: OSP, ICAO: EPSK) este un aeroport din Redzikowo, Comuna Słupsk, Powiat słupski, Voievodatul Pomerania, Polonia ce deservește zona Słupsk. A fost numit după zona deservită.
Situat la o altitudine de 66 m, aeroportul dispune de o singură pistă.